# Empoascanara ueda
Empoascanara ueda är en insektsart som beskrevs av Irena Dworakowska 1992. Empoascanara ueda ingår i släktet Empoascanara och familjen dvärgstritar. Inga underarter finns listade i Catalogue of Life.